# 2017-es cselgáncs-világbajnokság
A 2017-es cselgáncs-világbajnokságot a Nemzetközi Dzsúdószövetség (IJF) szervezésében Budapesten rendezték augusztus 28. és szeptember 3. között. Helyszíne a Papp László Budapest Sportaréna. A rendező ország és város kilétét 2015. március 23-án hozták nyilvánosságra.
A világbajnokságon 126 országból összesen 731 sportoló (440 férfi, 291 nő) vett részt, a magyar csapat 18 fős (9 férfi, 9 nő).
Ezen a világbajnokságon rendezték meg először a vegyes csapatok versenyét, amely az ötkarikás játékok programjában első alkalommal akár már a 2020-as tokiói olimpián is szerepelhet. Ehhez is kapcsolódóan a vb utolsó napjára, szeptember 3-ára szervezett versenyszámot Thomas Bach, a Nemzetközi Olimpiai Bizottság elnöke is megtekinti. Az első versenynapot megelőzően, augusztus 27-én sorsolták ki minden súlycsoport selejtezőinek párosítását, az este folyamán pedig a Nemzetközi Cselgáncsszövetség (IJF) az Operaházban ünnepelte megalakulásának 65. évfordulóját. Az augusztus 28-i első versenynap díszvendége volt többek között Orbán Viktor magyar miniszterelnök, Vlagyimir Putyin orosz elnök, aki az IJF tiszteletbeli elnöke, valamint Kaltma Battulga mongol elnök.
Uemura Haruki, a tokiói Kodokan Intézet elnöke és Tóth László, a Magyar Judo Szövetség elnöke 2017 márciusában megállapodást kötött arról, hogy a két szervezet közös szervezésű kiállításon dzsúdórelikviákat mutat be az érdeklődőknek a világbajnokság ideje alatt a helyszínen, a Papp László Budapest Sportarénában.
2017. június 1-jén 15 órakor, mintegy 3 hónappal a világbajnokság kezdete előtt kampánynyitó eseményként zajlott le a „Judo for the World!” (magyarul „Dzsúdó a világnak!”) című villámcsődület, amelyen több mint ezer fehér dzsudogis cselgáncsozó jelent meg a Hősök terén, ahol aztán Marius Vizer, az IJF elnöke, Tóth László, a Magyar Judo Szövetség elnöke, Karakas Hedvig világbajnoki bronzérmes és Hadfi Dániel Európa-bajnok cselgáncsozó mondta el saját üzenetét a dzsúdóról és a budapesti világbajnokságról. A villámcsődület végén a Magyar Postagalamb Sportszövetség közreműködésével 2017 postagalambot (2017, magyar dzsúdósok által írt üzenettel) indítottak útnak Magyarország határain belülre és azon túl. A következő héten sajtótájékoztatón jelentették be, hogy a budapesti cselgáncs-világbajnokság névadó főszponzora a Magyar Suzuki Zrt..

## Új szabályok
2017  januárjától a Nemzetközi Judo Szövetség teszt jelleggel változtatott a szabályokon. A tesztidőszak utolsó versenye a budapesti vb. Ezt követően döntenek a szabályok véglegesítéséről.
- csak vazarit és ippont kaphatnak a versenyzők pozitív értékelésként, a korábban alkalmazott jukót eltörölték. Az eddig jukóval értékelt akciókat vazarinak kell ítélni.
- Az egy mérkőzésen elért két vazari nem ér ippont.
- Negatív értékelésként az intés továbbra is megmaradt. De a korábbi négy helyett ezúttal három sidó elegendő a leléptetéshez.
- A leszorításért tíz másodperc után vazari, 20 másodperc után ippon jár
- A mérkőzések ideje a nőknél és a férfiaknál egyaránt négy perc.[12]

## Kabalafigura
A világverseny kabalafigurája Judoggy kutya, akit rövidszőrű magyar vizsláról mintáztak, s aki már a 2013-as budapesti cselgáncs-Európa-bajnokságon is szerepelt. Neve szójáték: egyfelől a judo és az angol doggy (magyarul kutyus) szavak összetétele, másfelől dzsudoginak hívják a cselgáncsozók ruháját.

## Menetrend
| ● | Döntők | F | Férfi egyéni | N | Női egyéni | Cs | Csapat |

|             | Aug. 28. | Aug. 29. | Aug. 30. | Aug. 31. | Szept. 1. | Szept. 2. | Szept. 3. |
| ----------- | -------- | -------- | -------- | -------- | --------- | --------- | --------- |
| F (60 kg)   | ●        |          |          |          |           |           |           |
| F (66 kg)   |          | ●        |          |          |           |           |           |
| F (73 kg)   |          |          | ●        |          |           |           |           |
| F (81 kg)   |          |          |          | ●        |           |           |           |
| F (90 kg)   |          |          |          |          | ●         |           |           |
| F (100 kg)  |          |          |          |          |           | ●         |           |
| F (+100 kg) |          |          |          |          |           | ●         |           |
| N (48 kg)   | ●        |          |          |          |           |           |           |
| N (52 kg)   |          | ●        |          |          |           |           |           |
| N (57 kg)   |          |          | ●        |          |           |           |           |
| N (63 kg)   |          |          |          | ●        |           |           |           |
| N (70 kg)   |          |          |          |          | ●         |           |           |
| N (78 kg)   |          |          |          |          | ●         |           |           |
| N (+78 kg)  |          |          |          |          |           | ●         |           |
| Cs          |          |          |          |          |           |           | ●         |

## A magyar sportolók eredményei
Magyarország a világbajnokságon 18 sportolóval képviselteti magát.

## Éremtáblázat
| Helyezés | Ország         | Arany | Ezüst | Bronz | Összesen |
| 1.       | Japán          | 8     | 4     | 1     | 13       |
| 2.       | Franciaország  | 2     | 0     | 2     | 4        |
| 3.       | Brazília       | 1     | 2     | 2     | 5        |
| 4.       | Mongólia       | 1     | 1     | 4     | 6        |
| 5.       | Kína           | 1     | 0     | 0     | 1        |
| 5.       | Németország    | 1     | 0     | 0     | 1        |
| 5.       | Szerbia        | 1     | 0     | 0     | 1        |
|          |                |       |       |       |          |
| 8.       | Azerbajdzsán   | 0     | 2     | 2     | 4        |
| 9.       | Szlovénia      | 0     | 2     | 0     | 2        |
| 10.      | Oroszország    | 0     | 1     | 3     | 4        |
| 11.      | Grúzia         | 0     | 1     | 2     | 2        |
| 12.      | Olaszország    | 0     | 1     | 0     | 1        |
| 12.      | Puerto Rico    | 0     | 1     | 0     | 1        |
|          |                |       |       |       |          |
| 14.      | Dél-Korea      | 0     | 0     | 4     | 4        |
| 15.      | Nagy-Britannia | 0     | 0     | 2     | 2        |
| 16.      | Irán           | 0     | 0     | 1     | 1        |
| 16.      | Izrael         | 0     | 0     | 1     | 1        |
| 16.      | Kazahsztán     | 0     | 0     | 1     | 1        |
| 16.      | Kolumbia       | 0     | 0     | 1     | 1        |
| 16.      | Kuba           | 0     | 0     | 1     | 1        |
| 16.      | Lengyelország  | 0     | 0     | 1     | 1        |
| 16.      | Spanyolország  | 0     | 0     | 1     | 1        |
| 16.      | Üzbegisztán    | 0     | 0     | 1     | 1        |
| Összesen | Összesen       | 15    | 15    | 30    | 60       |

## Érmesek

### Férfi egyéni
| Versenyszám           | Arany                              | Ezüst                           | Bronz                            |
| --------------------- | ---------------------------------- | ------------------------------- | -------------------------------- |
| Légsúly (60 kg)       | Takato Naohisza · Japán            | Orxan Səfərov · Azerbajdzsán    | Ganbat Boldbaatar · Mongólia     |
| Légsúly (60 kg)       | Takato Naohisza · Japán            | Orxan Səfərov · Azerbajdzsán    | Diyorbek Urozboev · Üzbegisztán  |
| Harmatsúly (66 kg)    | Abe Hifumi · Japán                 | Mihail Puljajev · Oroszország   | Vazsa Margvelasvili · Grúzia     |
| Harmatsúly (66 kg)    | Abe Hifumi · Japán                 | Mihail Puljajev · Oroszország   | Tal Flicker · Izrael             |
| Könnyűsúly (73 kg)    | Hasimoto Szoicsi · Japán           | Rüstəm Orucov · Azerbajdzsán    | Csangrim An · Dél-Korea          |
| Könnyűsúly (73 kg)    | Hasimoto Szoicsi · Japán           | Rüstəm Orucov · Azerbajdzsán    | Ganbaatar Odbayar · Mongólia     |
| Váltósúly (81 kg)     | Alexander Wieczerzak · Németország | Matteo Marconcini · Olaszország | Saeid Mollaei · Irán             |
| Váltósúly (81 kg)     | Alexander Wieczerzak · Németország | Matteo Marconcini · Olaszország | Haszan Halmurzajev · Oroszország |
| Középsúly (90 kg)     | Nemanja Majdov · Szerbia           | Mihael Žgank · Szlovénia        | Kvak Tonghan · Dél-Korea         |
| Középsúly (90 kg)     | Nemanja Majdov · Szerbia           | Mihael Žgank · Szlovénia        | Ushangi Margiani · Grúzia        |
| Félnehézsúly (100 kg) | Aaron Wolf · Japán                 | Varlam Liparteliani · Grúzia    | Kirill Gyenyiszov · Oroszország  |
| Félnehézsúly (100 kg) | Aaron Wolf · Japán                 | Varlam Liparteliani · Grúzia    | Elmar Gasimov · Azerbajdzsán     |
| Nehézsúly (+100 kg)   | Teddy Riner · Franciaország        | David Moura · Brazília          | Tuvshinbayar Naidan · Mongólia   |
| Nehézsúly (+100 kg)   | Teddy Riner · Franciaország        | David Moura · Brazília          | Rafael Silva · Brazília          |

### Női egyéni
| Versenyszám          | Arany                               | Ezüst                           | Bronz                                |
| -------------------- | ----------------------------------- | ------------------------------- | ------------------------------------ |
| Légsúly (48 kg)      | Tonaki Funa · Japán                 | Munkhbat Urantsetseg · Mongólia | Galbadrah Otgonceceg · Kazahsztán    |
| Légsúly (48 kg)      | Tonaki Funa · Japán                 | Munkhbat Urantsetseg · Mongólia | Kondo Ami · Japán                    |
| Harmatsúly (52 kg)   | Sisime Ai · Japán                   | Cunoda Nacumi · Japán           | Natalja Kizjutyina · Oroszország     |
| Harmatsúly (52 kg)   | Sisime Ai · Japán                   | Cunoda Nacumi · Japán           | Erika Miranda · Brazília             |
| Könnyűsúly (57 kg)   | Dorjsuren Sumiya · Mongólia         | Josida Cukasza · Japán          | Nekoda Smythe-Davis · Nagy-Britannia |
| Könnyűsúly (57 kg)   | Dorjsuren Sumiya · Mongólia         | Josida Cukasza · Japán          | Hélène Receveaux · Franciaország     |
| Váltósúly (63 kg)    | Clarisse Agbegnenou · Franciaország | Tina Trstenjak · Szlovénia      | Agata Ozdoba · Lengyelország         |
| Váltósúly (63 kg)    | Clarisse Agbegnenou · Franciaország | Tina Trstenjak · Szlovénia      | Baldorj Mungunchime · Mongólia       |
| Középsúly (70 kg)    | Arai Csizuru · Japán                | Maria Perez · Puerto Rico       | Yuri Alvear · Kolumbia               |
| Középsúly (70 kg)    | Arai Csizuru · Japán                | Maria Perez · Puerto Rico       | Maria Bernabeu · Spanyolország       |
| Félnehézsúly (78 kg) | Mayra Aguiar · Brazília             | Umeki Mami · Japán              | Kaliema Antomarchi · Kuba            |
| Félnehézsúly (78 kg) | Mayra Aguiar · Brazília             | Umeki Mami · Japán              | Natalie Powell · Nagy-Britannia      |
| Nehézsúly (+78 kg)   | Yu Song · Kína                      | Sarah Asahina · Japán           | Kim Minjeong · Dél-Korea             |
| Nehézsúly (+78 kg)   | Yu Song · Kína                      | Sarah Asahina · Japán           | Iryna Kindzerska · Azerbajdzsán      |

### Csapat
| Versenyszám | Arany | Ezüst | Bronz |
| --- | --- | --- | --- |
| Vegyes csapat | Japán · Arai Csizuru · Sarah Asahina · Haraszava Hiszajosi · Hasimoto Szoicsi · Nagaszava Kenta · Nagasze Takanori · Nakaja Riki · Niizoe Szaki · Odzsitani Takesi · Szone Akira · Udaka Nae · Josida Cukasza | Brazília · Maria Suelen Altheman · Eduardo Barbosa · Eduardo Bettoni · Marcelo Contini · Érika Miranda · David Moura · Victor Penalber · Maria Portela · Ketleyn Quadros · Rafael Silva · Rafaela Silva · Beatriz Souza | \| - Franciaország - Clarisse Agbegnenou - Émilie Andéol - Benjamin Axus - Axel Clerget - Romane Dicko - Pierre Duprat - Marie-Eve Gahié - Priscilla Gneto - Cyrille Maret - Loïc Pietri - Hélène Receveaux - Teddy Riner \| - Dél-Korea - An Baul - An Csangrim - Kvak Tonghan - Jeong Hye Jin - Ji Yunseo - Kim Minjeong - Kim Seongyeon - Kim Sungmin - Kwon Youjeong - Lee Jaeyong - Park Yujin - Won Jonghoon \| |
| - Franciaország - Clarisse Agbegnenou - Émilie Andéol - Benjamin Axus - Axel Clerget - Romane Dicko - Pierre Duprat - Marie-Eve Gahié - Priscilla Gneto - Cyrille Maret - Loïc Pietri - Hélène Receveaux - Teddy Riner | - Dél-Korea - An Baul - An Csangrim - Kvak Tonghan - Jeong Hye Jin - Ji Yunseo - Kim Minjeong - Kim Seongyeon - Kim Sungmin - Kwon Youjeong - Lee Jaeyong - Park Yujin - Won Jonghoon                         | | |